# 鹿山街道 (杭州市)
鹿山街道，中华人民共和国浙江省西北部杭州市富阳区下辖的一个街道。

## 行政区划
现辖：
陆家村、谢家溪村、蒋家村、江滨村、汤家埠村、南山村、三合村、五四村和新祥村。